# Candresse
Candresse é uma comuna francesa na região administrativa da Nova Aquitânia, no departamento Landes. Estende-se por uma área de 8,48 km². Em 2010 a comuna tinha 832 habitantes (densidade: 98,1 hab./km²).